# Хабуб
Хабуб (арап. الهبوب) је тип пешчане олује која са собом носи честице песка. Карактеристична је за аридне пустињске просторе. Име је добила од арапске речи „хабуб“ која значи „лебдети“, „носити“. Проучавана је на простору Сахаре и Арабијског полуострва.